# Relaciones Chile-Sudán
Las relaciones Chile-Sudán son las relaciones internacionales entre la República de Chile y la República del Sudán.

## Historia

### Siglo XX
Las relaciones diplomáticas entre Chile y Sudán fueron establecidas el 13 de marzo de 1964.

## Misiones diplomáticas
- La embajada de Chile en Egipto concurre con representación diplomática a Sudán.[2]
- La embajada de Sudán en Brasil concurre con representación diplomática a Chile.[2]